# Erik Berglöf
Erik Berglöf, född 1957, är en svensk ekonom och professor.
Berglöf gjorde värnplikten vid Tolkskolan. Han var professor i nationalekonomi med särskild inriktning mot institutionell ekonomi vid Handelshögskolan i Stockholm 2004–2008.